# Vignate
Vignate (Vignàa in dialetto milanese) è un comune italiano di 9 364 abitanti della città metropolitana di Milano in Lombardia, oggi marcatamente industriale ma storicamente di vocazione agricola.
Fa parte del territorio della Martesana.

## Origini del nome
Il nome Vignate è derivato con ogni probabilità dal toponimo "Vineate", dal termine latino vinea ("vigna") e dal suffisso celtico –aite ("luogo", "contrada").
Il comune ha origini romane, basti vedere l'assetto stradale del centro storico e deve il suo nome alla tipica coltivazione della vite, un tempo abbondante sul territorio comunale prima dell'arrivo della fillossera.

## Storia
Vignate risulta per la prima volta in un atto notarile del 25 maggio 776.
Alla morte dell’ultimo feudatario, il conte Antonio Teodoro Trivulzio, avvenuta il 26 luglio 1678 la Comunità Vignanese versò al governo spagnolo 48 lire per ogni famiglia per un totale di 4 074 lire, ottenendo così due giorni dopo dal governo spagnolo di Milano la redenzione dai vincoli feudali, a differenza della maggior parte delle altre terre limitrofe che furono allora nuovamente infeudate.
Il 23 aprile 1691 Vignate riuscì ufficialmente a liberarsi dai vincoli che la legavano al suo passato feudale.
Fino agli anni '50 a Vignate esistevano solo due vie: la via Volta e la via Vittorio Veneto. Con il boom economico incominciò l'espansione di Vignate e furono costruiti molti palazzi ed edifici per accogliere la sempre maggiore popolazione. Da allora per vignate iniziò il declino agricolo e iniziò lo sviluppo industriale. Difatti per tutta la sua vita Vignate fu un comune fortemente agricolo e si potevano contare solo in via vittorio veneto circa sei cascine, che allora venivano chiamate corti (in dialetto curt) le più conosciute erano quella dei Papetti, dei Brambilla e quella dei Galimbert.Tuttavia non tutte queste cascine sono oggi visibili nella loro struttura originale: in parte infatti sono state ricostruite e hanno cambiato il loro aspetto, alcune in maniera minore, altre maggiormente. La piazza del comune è anch'essa mutata: difatti dove oggi c'è l'auditorium una volta c'era un fontanile; inoltre fino al 1978 le scuole elementari erano nell'edificio che oggi ospita il comune, e solo dall'anno successivo gli studenti incominciarono a frequentare la scuola in quello che oggi è l'Istituto comprensivo Carlo Levi, che oggi ospita le scuole materne, elementari e medie, e che fu costruito tra gli anni '60 e '70. Via Volta invece è rimasta pressoché identica, e gli edifici non hanno subito importanti ricostruzioni. Dove oggi c’è un palazzo tra la via Manzoni e la via Sant'Ambrogio c'era una villa, chiamata dei Sergenti.
Dal 2015 fa parte della Zona omogenea Adda Martesana della città metropolitana di Milano.

### Simboli
Lo stemma è stato concesso con regio decreto del 7 febbraio 1938.
Lo stemma è parzialmente "parlante" e pertanto di immediata comprensione araldica: nel troncato superiore è raffigurata l'effige di sant'Ambrogio patrono di Vignate; nella parte inferiore d'oro, il tralcio di vite con tre grappoli d'uva vuole evidenziare l'antico carattere agricolo di Vignate e l'origine del toponimo dal termine latino 
vinea, indicante la tipica coltivazione della vite che un tempo abbondava sulle sue terre.
Il gonfalone è un drappo partito di rosso e di giallo.

## Monumenti e luoghi d'interesse

### Architetture religiose
- Chiesa parrocchiale di Sant'Ambrogio, già esistente nel XII secolo. Al suo interno si trovano 14 grandi tele di scuola lombarda del ’700 che rappresentano la Via Crucis, un quadro ad olio di inizio '600 rappresentante san Carlo Borromeo in abiti pontificali e un crocifisso ligneo della prima metà del XVI Secolo. Attuale parroco è don Alessio Colombo.
- Oratorio di San Biagio, antecedente all'anno 1170 all'interno è conservato un dipinto cinquecentesco rappresentante la Madonna con i santi Biagio e Rocco
- Oratorio della Natività di Santa Maria, situato presso Cascina Retenate
- Dipinto di San Sebastiano e san Rocco del pittore Sergio Turle, sulla parete esterna della Corte dei Sciuri in via Vittorio Veneto. Questo affresco si presume fatto alla fine del XVI secolo in occasione della grande peste di San Carlo che colpì Milano e la campagna milanese.

### I fontanili
Il territorio comunale rientra nella fascia delle risorgive, pertanto sono presenti diversi fontanili alcuni oggi in stato di abbandono.
- Fontanile Vedano, situato a sud della stazione ferroviaria si sviluppa parallelamente a via Monzese. Nel corso dei lavori per il raddoppio del tracciato ferroviario dell'alta velocità, la testa del fontanile è stata completamente rifatta accorciandola di circa 15 metri, tanto che la testa ha acqua solo attraverso una pompa elettrica. L’asta del Vedano è lunga circa un chilometro, nel tratto iniziale scorre a margine del Parco Monzese dove per i primi 300 metri è relativamente pulita e l’acqua scorre liberamente. Per il resto del percorso è parzialmente interrata, tanto che diviene completamente asciutta. Nel 2018 il fontanile è stato soggetto di riqualificazione dove sono stati riscontrati la presenza di Myriophyllum aquaticum una pianta acquatica sud americana ed è stato reintrodotto il tritone crestato
- Fontanile Boccadoro, situato a nord della ferrovia al centro di Vignate. È alimentato da una pompa elettrica che mantiene costante la presenza di acqua durante tutto il corso dell’anno. All'interno delle acque vivono un’importante presenza di specie alloctone, Trachemys, Cyprinus carpio specularis ed altri carassi. Nel 2018 è stato soggetto riqualificazione con la sistemazione degli argini e la sistemazione della pompa per il pescaggio delle acque. Dal fontanile prende il nome il frequentato parco giochi adiacente ad esso
- Fontanile Testa Quadra o Fontana Cavetto, situato a sud della ferrovia all'interno del centro sportivo comunale
- Fontanile di Cascina Bianca, situato a nord di Vignate nell'omonima cascina è ormai in stato di abbandono
- Fontanile Sighizzone, situato a nord della frazione di San Pedrino è ormai in stato di abbandono
- Fontanile Fontana Romana
- Fontanile Testone detto Fontanile Inferno, situato a nord della ferrovia nelle vicinanze dell'omonima cascina.
- Fontanile Masnadora o Fontanile Riviera, è situato nella zona dell'auditorium comunale è ormai interrato e non più in uso.
- Fontanile Retenate, detto anche Fontanile delle Ghiare, è situato all'interno della zona industriale al confine con la frazione Camporicco di Cassina de' Pecchi ma attualmente è stato tombato.

### Cascine
Sul territorio comunale sono presenti delle cascine in stile lombardo molte ancora oggi funzionanti.
- Cascina Bianca, rinomato ristorante famoso in tutta la zona per gli eventi come matrimoni
- Cascina Cusana
- Cascina degli Angioli
- Cascina Inferno
- Cascina Retenate (Tenuta di Trenzanesio)
- Cassinello Gingardino (Tenuta di Trenzanesio)
- Cascina Malpaga
- Cascina Camera
- Cascina Gudo
- Cascina San Pedrino

## Società

### Evoluzione demografica
- 800 nel 1751
- 1 299 nel 1771
- 1 100 dopo annessione di San Pedrino nel 1809
- annessione a Melzo nel 1811
- 1 050 nel 1853
- 1 066 nel 1859

Abitanti censiti

### Etnie e minoranze straniere
Secondo i dati ISTAT al 31 dicembre 2015 la popolazione straniera residente era di 778 persone. Le nazionalità maggiormente rappresentate in base alla loro percentuale sul totale della popolazione residente erano:
- Romania 177 1,90%
- Albania 119 1,28%

## Geografia antropica
Secondo l'ISTAT, il territorio comunale comprende il centro abitato di Vignate e la località di Cascina San Pedrino.

## Amministrazione
| Periodo | Periodo   | Primo cittadino    | Partito                          | Carica                  | Note   |
| ------- | --------- | ------------------ | -------------------------------- | ----------------------- | ------ |
| 1860    | 1869      | Rosti Ambrogio     |                                  | Sindaco                 |        |
| 1870    | 1883      | Brambilla Casimiro |                                  | Sindaco                 |        |
| 1884    | 1904      | Rosti Francesco    |                                  | Sindaco                 |        |
| 1904    | 1905      | Perego Carlo       |                                  | Sindaco                 |        |
| 1905    | 1918      | Rosti Cristoforo   |                                  | Sindaco                 |        |
| 1919    | 1920      | Salussolia Arnaldo |                                  | Commissario Prefettizio |        |
| 1920    | 1924      | Perego Edoardo     |                                  | Sindaco                 |        |
| 1924    | 1926      | De Ponti Ambrogio  |                                  | Sindaco                 |        |
| 1926    | 1931      | De Ponti Ambrogio  |                                  | Podestà                 |        |
| 1931    | 1932      | Camera Michele     |                                  | Commissario Prefettizio |        |
| 1932    | 1940      | Camera Michele     |                                  | Podestà                 |        |
| 1941    | 1942      | Locatelli Raffaele |                                  | Commissario Prefettizio |        |
| 1942    | 1944      | Locatelli Raffaele |                                  | Podestà                 |        |
| 1944    | 1945      | Camera Michele     |                                  | Podestà                 |        |
| 1945    | 1946      | Mangiagalli Luigi  |                                  | Sindaco                 |        |
| 1946    | 1951      | Manzoni Aldo       |                                  | Sindaco                 |        |
| 1951    | 1964      | Bonizzi Virginio   |                                  | Sindaco                 |        |
| 1964    | 1970      | Ferrari Carlo      |                                  | Sindaco                 |        |
| 1970    | 1975      | Bonizzi Virginio   |                                  | Sindaco                 |        |
| 1975    | 1988      | Lombardi Flavio    |                                  | Sindaco                 |        |
| 1988    | 1990      | Domenico Straniero | Partito Comunista Italiano       | Sindaco                 |        |
| 1990    | 1995      | Marco Bertolini    | Democrazia Cristiana             | Sindaco                 |        |
| 1995    | 1999      | Marco Bertolini    | Lista civica                     | Sindaco                 | [ 9 ]  |
| 1999    | 2004      | Marco Bertolini    | Lista civica                     | Sindaco                 | [ 10 ] |
| 2004    | 2009      | Emilio Vergani     | Lista civica                     | Sindaco                 | [ 11 ] |
| 2009    | 2014      | Emilio Vergani     | Lista civica Insieme per Vignate | Sindaco                 | [ 12 ] |
| 2014    | 2019      | Paolo Gobbi        | Lista civica Insieme per Vignate | Sindaco                 | [ 13 ] |
| 2019    | 2024      | Paolo Gobbi        | Lista civica Insieme per Vignate | Sindaco                 | [ 14 ] |
| 2024    | in carica | Diego Boscaro      | Lista civica Siamo Vignate       | Sindaco                 | [ 15 ] |

### Gemellaggi
- Gières, dal 1984

### La festa della redenzione
Dal 1996 l’Amministrazione Comunale organizza durante la prima Domenica dopo Pasqua (tra il 29 marzo ed il 2 maggio) una festa a ricordo della redenzione della terra vignatese dal giogo feudale.
Lo scopo della festa è quello di promuovere la riscoperta e la valorizzazione del patrimonio storico, artistico e culturale del paese, durante la Festa viene riproposta la rievocazione storica con la sfilata per le vie del paese.

## Sport

### Atletica
La principale società di atletica della città è l'Atletica Vignate attiva, anche a livello agonistico, dal 1984. Vanta numerosi iscritti e organizza vari eventi (come gite podistiche o gare non competitive).
Nei primi anni ha sviluppato un importante settore master, e ha preso parte a manifestazioni internazionali in diverse regioni del mondo. Dopo alcuni anni di stallo, a partire dalla seconda metà degli anni 2010, l'associazione ha ripreso a crescere sviluppando un nuovo settore giovanile con il quale prende parte a manifestazioni provinciali, regionali e nazionali.

### Calcio
La principale squadra di calcio della città è il " FCD VignaReal " nata nel 2015 e che dalla stagione 2017-18 schiera anche una squadra femminile la " FCD VignaReal Ladies ". Inoltre è presente in città anche l'"ASD San Giovanni Bosco" nata nel 2005 che partecipa principalmente ai campionati ACLI e CSI.

### Pallavolo
La principale associazione di pallavolo della città è l'"ASD San Giovanni Bosco" nata nel 2005 e iscritta ai campionati PGS. Appartiene all'oratorio san Giovanni Bosco di Vignate.

### Ciclismo
Il Pedale Vignatese è nato nel 1972 ed è la società ciclista iscritta alla Federazione Ciclistica Italiana. Una lunga tradizione della cittadina e una società che ha avuto ciclisti arrivati al professionismo correndo i Giri d'Italia come Danilo Gioia e a vincere Campionati Nazionali nei dilettanti con Thomas Pezzoli...